# 트루히요 (베네수엘라)

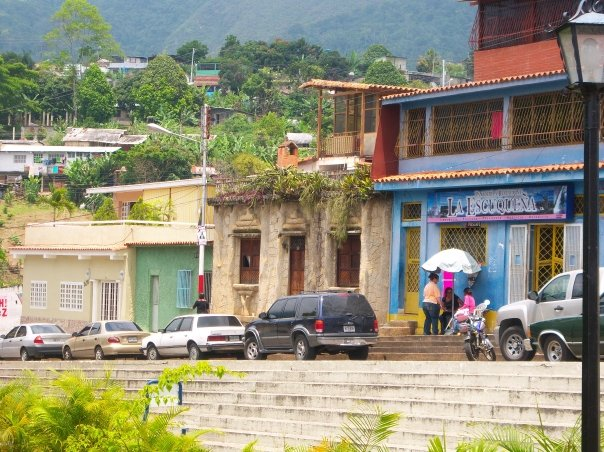
트루히요

트루히요(Trujillo)는 베네수엘라 트루히요주의 주도로, 인구는 38,110명이다.